# Чухаджян, Карен Тигранович
Карен Тигранович Чухаджян (род. 23 апреля 1996, Киев, Украина) — украинский боксёр-профессионал, выступающий в полусредней и в первой средней весовых категорий. Среди профессионалов действующий чемпион WBO International (2025—н.в.). Бывший чемпион мира по версии IBF Inter-Continental (2022—2023), (2023—2025) и бывший чемпион мира по версиям WBA International (2020—2021), WBC Youth Silver (2018), WBO Youth (2017—2018) в полусреднем весе.
Лучшая позиция по рейтингу BoxRec — 9-я (август 2024) и является 1-м среди украинских боксёров полусредней весовой категории, а по рейтингам основных международных боксёрских организаций занимает: 6-е место рейтинга IBF и 4-место рейтинга WBO — и входит в ТОП-10 лучших полусредневесов всего мира.

## Биография
Карен Чухаджян родился 23 апреля в 1996 года в Киеве.

## Любительская карьера
Начал заниматься боксом в 11 лет. В 2014 году получил спортивный разряд мастер спорта Украины.

## Профессиональная карьера
Начал свою профессиональную боксёрскую карьеру с того, что 25 апреля 2015 года принял участие в украинском турнире «Super 8» (в формате британского турнира Prizefighter) в категории 1-го среднего веса, где за один вечер провёл три трёхраундовые боя, в которых сначала единогласным решением судей победил Владислава Баранова (дебют) и Михаила Шибунько (1-0), но в финале проиграл бой раздельным решением судей (счёт: 27—30, 29—28, 28—29) опытному соотечественнику Андрею Великовскому (2-0) и занял 2-е место в турнире.
Карен Чухаджян тренируется под руководством экс-чемпиона мира по версии WBA Вячеслава Сенченко и выступает под эгидой украинской промоутерской компании Sparta Boxing Promotions.
В 2017 году Карен завоевал первый титул в карьере — пояс чемпиона мира среди молодёжи по версии WBO, отправив в нокаут Стива Суппана. В июне 2018 года успешно защитил титул в бою с Энесом Чифтчи, после чего оставил титул вакантным. В октябре 2018 года, в рамках 56-го Конгресса WBC, Карен завоевал титул WBC Youth Silver, победив Дилана Лозу. В феврале 2019 года провёл защиту пояса, победив по очкам Карлоса Мохаммеда Родригеса.
1 февраля 2020 года в Калининграде перебоксировал местного, не имеющего на тот момент поражений, боксёра Сергея Воробьёва (9-0) завоевав тем самым титул чемпиона по версии WBА International. Но после боя оказалось что Воробьёв себя плохо чувствовал, не зная что вышел на бой болея гепатитом A, а после боя оказалось, что Чухаджян во время боя также заразился от соперника гепатитом.
26 февраля 2021 года Карен вернулся на ринг. Украинец в 10-раундовом бою победил Евгения Евченко единогласным решением судей.
17 апреля 2021-го Чухаджян провёл бой в Германии, победив француза Янника Дехеза техническим нокаутом.
31 июля 2021 года Карен вышел на ринг против боксёра из Никарагуа Роберто Ариаццы. Украинец отправил соперника в нокаут.
22 января 2022 года Чухаджян в Германии одержал победу техническим нокаутом над британцем Раяном Мартином и стал обладателем вакантного титула IBF Inter-Continental.
2 июля 2022 года Карен провёл первую защиту титула IBF Inter-Continental. Его соперником был австралиец Блейк Минто, который владел поясами IBF Asia Oceania, IBO Asia Pacific и WBF World Super. Минто, в следствии успешных атак Чухаджяна, отказался продолжать бой после 6 раунда и украинец защитил пояс IBF Inter-Continental.

#### Бой за временный титул IBF
7 января 2023 года в Вашингтоне (США) Чухаджян провёл бой против американского топ-проспекта Джарона Энниса за титул временного чемпиона по версии IBF и проиграл по очкам. Несмотря на то, что судьи отдали Эннису все раунды, Чухаджян смотрелся очень достойно. Он уверенно уходил от давления и был очень хорош на ногах и опасно контратаковал. Эннис работал по "этажам", оказывал постоянный прессинг, но ввиду активности Чухаджяна так и не смог победить досрочно или отправить его в нокдаун.
29 апреля 2023 года в Мадриде на арене WiZink Center Чухаджян провёл поединок против венесуэльца Мишеля Маркано. Уже во втором раунде он отправил соперника в технический нокаут ударом по печени.
28 октября 2023 года победил чемпиона Европы, итальянца Петро Россетти техническим нокаутом в 9 раунде. На кону стоял титул IBF Inter-Continetal. Благодаря этой победе Чухаджян вернул пояс, которым он владел в 2022 году.

#### Отборочный бой по линии IBF
17 мая 2024 года в Гамбурге (Германия) прошёл бой против британца Гарри Скарффа. На кону — статус обязательного претендента на титул чемпиона мира по версии IBF в полусреднем весе. Бой был тяжёлый с хорошими раундами как для одного так и для другого бойца. Британец был не плох вблизи, в клинче и при работе первым номером. Украинец был быстрее и манёвреннее. Первая половина боя и середина была равной с обоюдными выигранными раундами, но концовку забрал Чухаджян за счёт скорости и передвижения. Судьи дали: 116—112 в пользу украинца.  

#### Реванш с Джароном Эннисом
16 августа IBF назначило своему чемпиону реванш бой с Чухаджяном. 3 сентября на промоутерских торгах Эдди Хирн (Matchroom Boxing), представляющий сторону чемпиона Энниса, проиграл торги промоутерам Чухаджяна.
В ночь на 10 ноября в Филадельфии (США) состоялся поединок за титул чемпиона мира по версии IBF между Кареном Чухаджяном и американцем Джароном Эннисом. Бой длился все 12 раундов, где Чухаджян, несмотря на упорство, потерпел поражение. В 5-м раунде Эннис отправил претендента в нокдаун, что стало ключевым моментом в борьбе за преимущество. Дополнительные сложности для Чухаджяна возникли в 10-й трёхминутке, когда судьи сняли с него одно очко за нарушение правил. Итоговая оценка судей была однозначной: 119—107, 117—109 и 116—110 в пользу Джарона Энниса.

#### Бой с Кристианом Айялой
10 мая 2025 года в Ростоке (Германия) провёл бой с аргентинцем Кристианом Хавьерой Айялой (13-3-1, 4 КО). На ставке боя был второстепеннный титул WBO International. На протяжении всей дистанции Чухаджян был разнообразнее, точнее и активнее аргентинского оппонента. Чухаджян забирает победу: дважды 99—91, 99—92 и поднимается с 5-го на 4-е место в рейтинге WBO.

## Статистика боёв
В таблице перечислены результаты всех поединков боксёров.
В каждой строке указан результат поединка. Дополнительно номер поединка обозначен цветом, который обозначает итог поединка. Расшифровка обозначений и цветов представлена в нижеследующей таблице.
| Пример | Расшифровка                     |
| ------ | ------------------------------- |
|        | Победа                          |
|        | Ничья                           |
|        | Поражение                       |
|        | Планируемый поединок            |
|        | Поединок признан несостоявшимся |
| КО     | Нокаут                          |
| ТКО    | Технический нокаут              |
| PTS    | Решение судей (по очкам)        |
| UD     | Единогласное решение судей      |
| MD     | Решение большинства судей       |
| SD     | Раздельное решение судей        |
| RTD    | Отказ от продолжения боя        |
| DQ     | Дисквалификация                 |
| NC     | Поединок признан несостоявшимся |

| 28 поединков, 25 победы (13 нокаутом), 3 поражения. | 28 поединков, 25 победы (13 нокаутом), 3 поражения. | 28 поединков, 25 победы (13 нокаутом), 3 поражения. | 28 поединков, 25 победы (13 нокаутом), 3 поражения. | 28 поединков, 25 победы (13 нокаутом), 3 поражения.               | 28 поединков, 25 победы (13 нокаутом), 3 поражения. | 28 поединков, 25 победы (13 нокаутом), 3 поражения.                                                                            |
| Бой                                                 | Рекорд                                              | Дата                                                | Соперник                                            | Место проведения                                                  | Результат                                           | Примечание |
| --------------------------------------------------- | --------------------------------------------------- | --------------------------------------------------- | --------------------------------------------------- | ----------------------------------------------------------------- | --------------------------------------------------- | --- |
| 27                                                  | 21-3                                                | 5 ноября 2024                                       | Джарон Эннис (2) (32-0)                             | Уэллс Фарго Центр, Филадельфия, США                               | UD 12                                               | Бой за титул чемпиона мира по версии IBF в полусреднем весе (2-я защита Энниса). Счёт судей: 107-119, 109-117, 110-116.        |
| 26                                                  | 24-2                                                | 17 мая 2024                                         | Гарри Скарф (13-2)                                  | Hotel Elysee, Гамбург, Германия                                   | UD 12                                               | Бой за статус обязательного претендента на титул чемпиона мира по версии IBF в полусреднем весе. Счёт судей: 116-112 (трижды). |
| 25                                                  | 23-2                                                | 28 октября 2023                                     | Пьетро Россетти (18-2)                              | Zenith Мюнхен, Германия                                           | TKO 9 (12)                                          | Защитил пояс IBF Inter-Continental в полусреднем весе.                                                                         |
| 24                                                  | 22-2                                                | 29 апреля 2023                                      | Мишель Маркано (29-7-1)                             | Wizink Center, Мадрид, Испания                                    | TKO 2 (8)                                           | |
| 23                                                  | 21-2                                                | 7 января 2023                                       | Джарон Эннис (29-0)                                 | Capital One Arena, Вашингтон, США                                 | UD 12                                               | Бой за вакантный титул временного чемпиона мира по версии IBF в полусреднем весе. Счёт судей: 120-108 (трижды).                |
| 22                                                  | 21-1                                                | 2 июля 2022                                         | Блэйк Минто (14-2-2)                                | Stadtwerke Arena, Эрдинг, Германия                                | RTD 6 (12), 3:00                                    | Защитил титул IBF-Inter-Continental в полусреднем весе.                                                                        |
| 21                                                  | 20-1                                                | 22 января 2022                                      | Райан Мартин (14-2-1)                               | Boxclub Home of Champions-Ka, Эггенштайн-Леопольдсхафен, Германия | TKO 8 (10), 2:03                                    | Бой за вакантный титул IBF-Inter-Continental в полусреднем весе.                                                               |
| 20                                                  | 19-1                                                | 31 июля 2021                                        | Роберто Арриаза (18-2-0)                            | Boxclub Home of Champions-Ka, Эггенштайн-Леопольдсхафен, Германия | KO 5 (10), 1:27                                     | |
| 19                                                  | 18-1                                                | 17 апреля 2021                                      | Янник Дехез (21-1-1)                                | Boxclub Home of Champions-Ka, Эггенштайн-Леопольдсхафен, Германия | TKO 7 (10), 1:47                                    | |
| 18                                                  | 17-1                                                | 26 февраля 2021                                     | Алексей Евченко (19-13-2)                           | Крылья Советов, Москва, Россия                                    | UD 8                                                | Счёт судей: 80-72, 80-72, 80-72.                                                                                               |
| 17                                                  | 16-1                                                | 1 февраля 2020                                      | Сергей Воробьёв (9-0)                               | ДС «Янтарный», Калининград, Россия                                | SD 10                                               | Завоевал вакантный титул чемпион по версии WBA International в полусреднем весе. Счёт судей: 99-91, 95-96, 96-94.              |
| 16                                                  | 15-1                                                | 25 сентября 2019                                    | Хосе Гуадалупе Росалес (37-21)                      | Bel Etage Music Hall, Киев, Украина                               | UD 8                                                | Счёт судей: 80-72, 80-72, 80-72.                                                                                               |
| 15                                                  | 14-1                                                | 23 февраля 2019                                     | Карлос Мохамед Родригес (12-6-1)                    | AKKO International, Киев, Украина                                 | UD 10                                               | Защитил титул чемпион по версии WBC Youth Silver (1-я защита Чухаджяна) в полусреднем весе. Счёт судей: 99-92, 100-90, 98-93.  |
| 14                                                  | 13-1                                                | 2 октября 2018                                      | Дилан Лоза (12-1)                                   | Дворец спорта, Киев, Украина                                      | TKO 6 (10), 2:20                                    | Завоевал вакантный титул чемпион по версии WBC Youth Silver в полусреднем весе.                                                |
| 13                                                  | 12-1                                                | 23 июня 2018                                        | Энес Рефик Чифтчи (5-0)                             | Дворец спорта, Киев, Украина                                      | RTD 6 (10), 3:00                                    | Защитил титул чемпион мира по версии WBO Youth (2-я защита Чухаджяна) в полусреднем весе.                                      |
| 12                                                  | 11-1                                                | 16 декабря 2017                                     | Али Фунека (39-7-3)                                 | Ледовый стадион, Киев, Украина                                    | UD 8                                                | Счёт судей: 80-73, 79-73 (дважды).                                                                                             |
| 11                                                  | 10-1                                                | 16 сентября 2017                                    | Стив Суппан (7-0-1)                                 | ACCO International, Киев, Украина                                 | KO 5 (10), 2:33                                     | Завоевал вакантный титул WBO Youth в полусреднем весе.                                                                         |
| 10                                                  | 9-1                                                 | 27 апреля 2017                                      | Азамат Эргашев (2-3)                                | Caribbean Club, Киев, Украина                                     | KO 5 (8), 1:29                                      | |
| 9                                                   | 8-1                                                 | 24 декабря 2016                                     | Николози Гвиниашвили (12-6-4)                       | Olympic Yard, Киев, Украина                                       | UD 12                                               | Счёт судей: 79-73, 80-72 (дважды).                                                                                             |
| 8                                                   | 7-1                                                 | 24 сентября 2016                                    | Андрей Судас (7-11-1)                               | Olmeca Plage, Киев, Украина                                       | TKO 2 (6), 1:07                                     | |
| 7                                                   | 6-1                                                 | 6 мая 2016                                          | Давид Тлашадзе (10-14-2)                            | Ministerium, Одесса, Украина                                      | TKO 2 (8), 2:02                                     | |
| Бой                                                 | Рекорд                                              | Дата                                                | Соперник                                            | Место проведения                                                  | Результат                                           | Примечание |

## Титулы

### Региональные и второстепенные
Полусредний вес
- Чемпион мира среди молодёжи по версии WBO Youth (2017—2018);
- Чемпион среди молодёжи по версии WBC Youth Silver (2018—2019);
- Чемпион по версии WBA International (2020—2021);
- Чемпион мира по версии IBF Inter-Continental (2022—н.в.).